# Achimenes dulcis
Achimenes dulcis är en tvåhjärtbladig växtart som beskrevs av Conrad Vernon Morton. Achimenes dulcis ingår i släktet Achimenes och familjen Gesneriaceae. Inga underarter finns listade i Catalogue of Life.